# Nicolás Carrasco

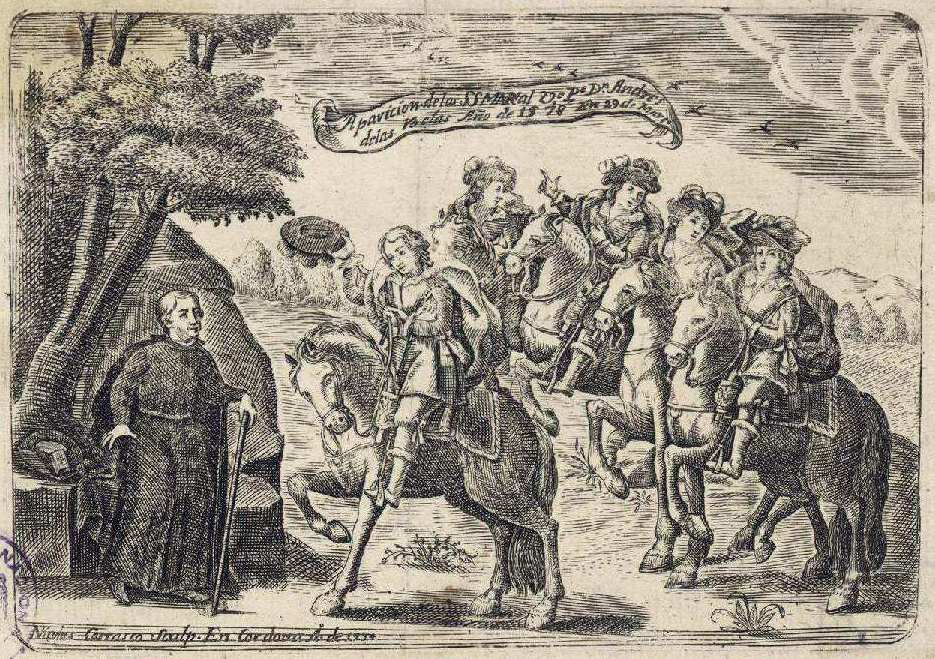
Nicolás Carrasco: Aparición de los SS Mars al V.º Pe Dn Andrés de las Roelas Año de 1578 En 29 de Março. Grabado calcográfico firmado "Nicolás Carrasco Sculp En Córdoba A.º 1734". Biblioteca Nacional de España.

Nicolás Carrasco (fl. Córdoba, 1720-Sevilla, 1749) fue un calcógrafo español formado en Córdoba donde, según Ceán Bermúdez, fue discípulo de Juan Bernabé Palomino hasta que, al marchar este a Madrid, quedó sin maestro e interrumpidos sus progresos en el grabado.

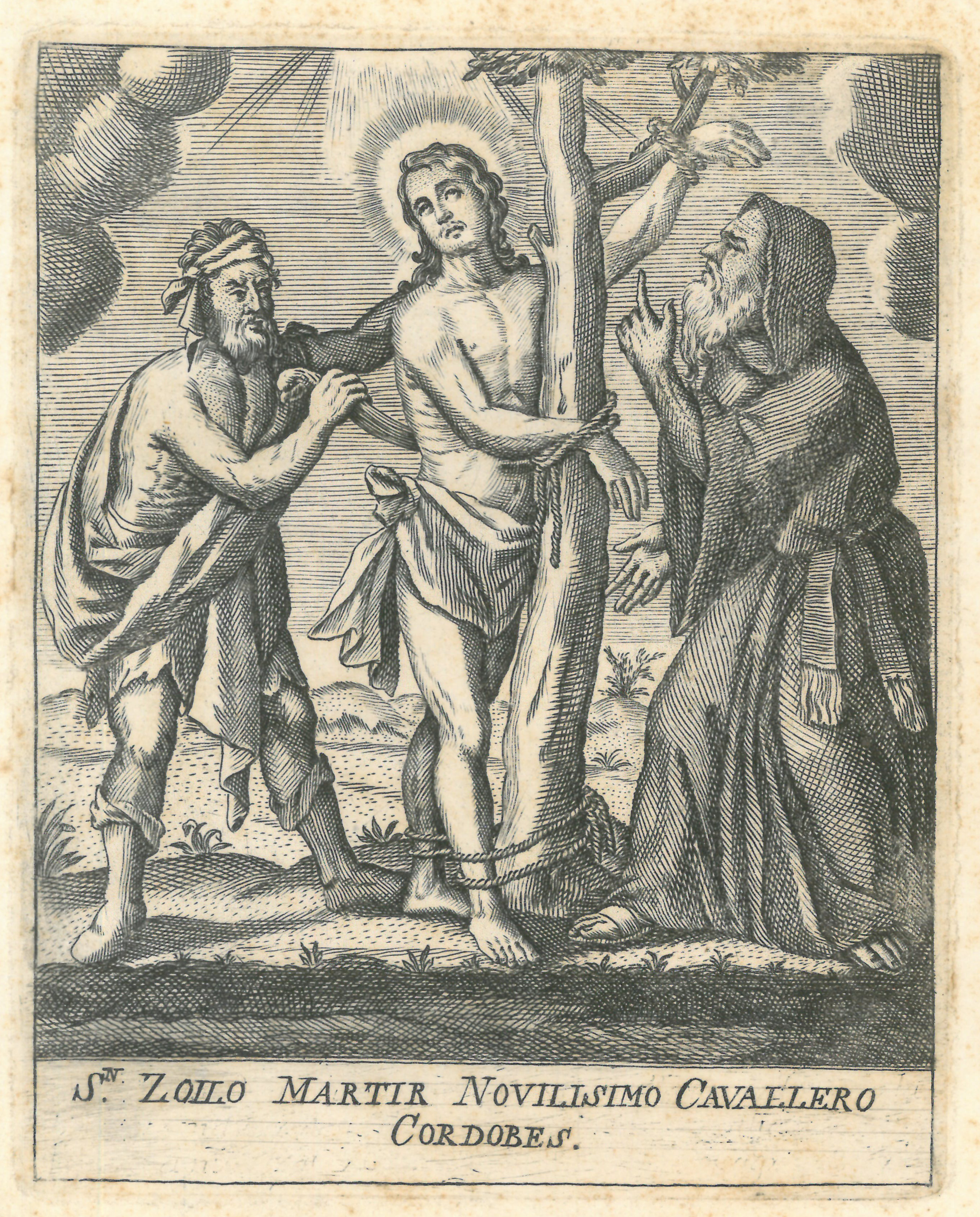
San Zoilo, 1749. Estampa de devoción en hoja suelta. Inscripción: «S.^{n} Zoilo Mártir Nobilísimo Caballero / Cordobés.»

## Obra
Ceán menciona como obras de Nicolás Carrasco, calificándolas «de mediano mérito», un escudo de armas grabado en 1720, la aparición de los mártires cordobeses Fausto, Januario, Marcial, Acisclo y Zoilo al padre Andrés de las Roelas, en 1734, y los retratos del papa Benedicto XIV (1740) y del jesuita padre Suárez (1749). Solo de la segunda de las estampas citadas conserva un ejemplar la Biblioteca Nacional de España. El asunto del grabado, muy cordobés, ilustra la aparición al presbítero Andrés de las Roelas de los santos mártires para darle a conocer el lugar de su sepultura. Roelas había sido el gran impulsor de su devoción y, tras haber sido sanado de una enfermedad, según refiere Juan del Pino recogiendo el testimonio del sacerdote cordobés en un breve tratado titulado Apariciones que tuvo el venerable presbítero Andrés de las Roelas, en razón del sepulcro de los santos mártires que se halló en la parroquia de San Pedro de la Ciudad de Córdoba, quien fomentará el culto de sus reliquias conservadas en la parroquia de San Pedro, se dedicó a fomentar el culto de sus reliquias, conservdas en la iglesia de San Pedro.
Fallecido en 1587, Andrés de las Roelas es más conocido por otra visión, la del arcángel Rafael en 1578, origen del extendido culto en la ciudad de Córdoba a san Rafael, y en su casa, donde se había establecido la hermandad del arcángel, se habría hallado en 1685 una imagen de Nuestra Señora del Pozo, según la estampa que dedicó Carrasco a la talla, firmándola en Madrid en 1737. Firmado también en Madrid y ese mismo año se encuentra el retrato del trinitario fray Marcos Criado publicado con la vida que le dedicó Antonio Ventura de Prado, Vida, martyrio y culto del ilustre martyr Fray Marcos Criado, del Orden de la SS. Trinidad. Todavía en Madrid en 1738 salió la Bibliotheca universal de la polygraphia española de Cristóbal Rodríguez, que lleva la firma de Carrasco en las letras capitales de la dedicatoria y el prólogo, pero el mismo año firmó en Sevilla, como inventor y grabador, una estampa dedicada a los santos cordobeses Acisclo y Victoria, y de hacia 1749 han de ser los últimos grabados conocidos: el retrato de fray Pedro Vázquez Tinoco, dominico, fundador del Rosario de mujeres, muerto en 1749 según indica la propia estampa, firmada también en Sevilla, y el de San Zoilo mártir por pintura de Pedro Rodríguez, que proporcionó los dibujos para varios de los grabados de Carrasco y de su colaborador, en su etapa cordobesa, Juan Díez.